# Battaglia di Chemnitz
La battaglia di Chemnitz è stata combattuta il 14 aprile 1639 nei pressi della città di Chemnitz, nell'attuale Germania orientale, durante la guerra dei trent'anni.
Durante lo scontro l'esercito svedese guidato dal Johan Banér sconfisse quello del Sacro Romano Impero e della Sassonia capitanate da Rodolfo Giovanni Marazzino
A seguito della battaglia la Svezia occupò Pirna e avanzò in Boemia.